# Marina Cicogna
Contessa Marina Cicogna Mozzoni Volpi di Misurata (29. května 1934 – 4. listopadu 2023) byla italská filmová producentka a fotografka. Produkovala film Kráska dne, který v roce 1967 získal Zlatého lva na filmovém festivalu v Benátkách.

## Životopis
Marina Cicogna se narodila v roce 1934 v Římě a vyrůstala v Miláně, Benátkách a Cortině. Byla dcerou hraběnky Annamarie Volpi di Misurata a hraběte Cesare Cicogna Mozzoni, bankéře. Její matka vlastnila společnost Euro International Films, kterou později předala Marině a jejímu bratrovi Bino Cicognovi. Dědeček Cicogny z matčiny strany byl Giuseppe Volpi, vlivná postava v historii Itálie; jeden z nejbohatších mužů země, zastával mnoho vládních funkcí prostřednictvím svých fašistických stranických spojení a byl italským ministrem financí v Mussoliniho vládě. Založil Benátský filmový festival.
Cicogna navštěvovala Sarah Lawrence College v Yonkers, New York, kde zůstala necelý rok. Tam se spřátelila s Barbarou Warnerovou, dcerou filmového manažera Jacka L. Warnera; což jí usnadnilo přístup k jiným hercům v Hollywoodu. Ve Spojených státech vystudovala fotografii a portrétovala své hollywoodské přátele, včetně Marilyn Monroe a Grety Garbo.  Černobílé fotografie byly později vydány v knize.

## Kariéra

### Film
Ve věku 32 let se Cicogna rozhodla pro kariéru ve filmovém průmyslu. Její matka koupila podíl ve filmové distribuční společnosti a Cicogna navrhovala firmě filmy ke koupi.  V roce 1967 distribuovala západoněmecký sexuálně-výchovný snímek Helga, který popsala jako „první uvedení porodu na plátně“. Publicitu zvyšovala umístěním sanitek u výstupu z kina a říkala, že „lidé budou omdlévat, až to uvidí“. 
The New York Times ji popisuje jako „první hlavní italskou filmovou producentku“ a „jednu z nejmocnějších žen v evropské kinematografii“.  Jeden z jejích filmů, Kráska dne, získal Zlatého lva na filmovém festivalu v Benátkách v roce 1967. 
Cicogna měla v roce 1967 na filmovém festivalu v Benátkách tři filmy, včetně snímku „Kráska dne“ Luise Buñuela s Catherinou Deneuve v hlavní roli pařížské ženy v domácnosti, která tajně pracuje na bordelu, který získal nejvyšší cenu festivalu, Zlatého lva. Ten rok uspořádala to, co vešlo ve známost jako legendární festivalová párty. " Nedělala jsem velký ples, ale spíš jsem řekla, že každý se může oblékat, jak chce, pokud bude v bílé a žluté nebo bílé a zlaté." Akce zahrnovala vyslání letounů firmy Learjet na Korsiku a do Říma, aby tam létaly Elizabeth Taylorová a Richard Burton a Jane Fondová a Roger Vadim.
Produkovala také filmy jako Tenkrát na Západě, držitelka Oscara za nejlepší cizojazyčný film Investigation of a Citizen Above Suspicion a Brother Sun, Sister Moon. 

### Fotografie
Její zájem o fotografii vedl k vydání dvou knih, z nichž jedna zobrazuje snímky domu její rodiny z 18. století v Tripolisu. 

### Další role a činnosti
Až do své smrti byla viceprezidentkou ve správní radě Ischia Global Film &amp; Music Festival, mezinárodního filmového festivalu konaného na italském ostrově Ischia.

## Osobní život a smrt
Její životní partnerkou byla 20 let brazilská herečka Florinda Bolkanová.  Poté, co se rozešly, začala vztah s Benedettou Gardonovou,  který trval až do její smrti. Cicogna legálně adoptovala Gardonovou  pro účely dědictví. Manželské svazky osob stejného pohlaví byly v Itálii na národní úrovni právně uznány až v roce 2016.
Cicogna zemřela na rakovinu v Římě dne 4. listopadu 2023 ve věku 89 let.